# برونو تلس
برونو تلس (به پرتغالی: Bruno Martins Teles) مدافع اهل برزیل است که در شهر Alvorada و در تاریخ ۱ مهٔ ۱۹۸۶ به دنیا آمده‌است.
برونو تلس در تیم‌های فوتبال Grêmio سابقهٔ حضور دارد.